# Tề Lệ công
Tề Lệ công (chữ Hán: 齊厲公; trị vì: 824 TCN – 816 TCN), tên thật là Khương Vô Kỵ (姜無忌), là vị vua thứ chín của nước Tề - chư hầu nhà Chu trong lịch sử Trung Quốc.
Ông là con trai của Tề Vũ công – vua thứ 8 nước Tề. Năm 825 TCN, Vũ công qua đời, Lệ công lên nối ngôi.
Do Tề Lệ công tàn bạo nên bị người nước Tề căm ghét. Từ thời Tề Hiến công, sau khi lật đổ Tề Hồ công (860 TCN) đã đuổi hết những người con của Hồ công ra nước ngoài. Nhân lúc Lệ công mất lòng dân, một người con của Tề Hồ công (tức chú họ của Lệ công, sử không ghi rõ tên) mang quân về làm binh biến. Người nước Tề hưởng ứng con của Hồ công, cùng giết chết Tề Lệ công.
Trong lúc loạn lạc, người làm binh biến cũng bị chết. Do đó người nước Tề lại lập con Tề Lệ công là Khương Xích lên ngôi, tức là Tề Văn công. Tề Lệ công làm vua tất cả chín năm.